# 81790 Lewislove
81790 Lewislove este un asteroid din centura principală de asteroizi.

## Descriere
81790 Lewislove este un asteroid din centura principală de asteroizi. A fost descoperit pe 2 mai 2000 la Stația Anderson Mesa de Larry H. Wasserman. Asteroidul prezintă o orbită caracterizată de o semiaxă mare de 2,62 ua, o excentricitate de 0,02 și o înclinație de 0,7° în raport cu ecliptica.